# Solvant inorganique non aqueux
Un solvant inorganique non aqueux est un solvant autre que l'eau, qui n'est pas un composé organique.
Ces solvants sont utilisés dans la recherche chimique et l'industrie pour des réactions qui ne peuvent pas se produire dans des solutions aqueuses ou nécessitent un environnement spécial. Les solvants non aqueux inorganiques peuvent être classés en deux groupes, les solvants protiques et les solvants aprotiques. Les premières études sur les solvants inorganiques non aqueux ont évalué l'ammoniac, le fluorure d'hydrogène, l'acide sulfurique, comme des solvants plus spécialisés que l'hydrazine et l'oxychlorure de sélénium.

## Solvants inorganiques protiques non aqueux
Les principaux membres comprennent l'ammoniac, le fluorure d'hydrogène, l'acide sulfurique, le cyanure d'hydrogène. L'ammoniac (ainsi que plusieurs amines) est utile pour générer des solutions d'espèces hautement réductrices car la liaison amine NH résiste à la réduction. La chimie des électrures et des alkalides repose sur des solvants aminés.
La combinaison de HF et de SbF5 est la base d'une solution de superacide. En utilisant ce mélange, l'acide conjugué du sulfure d'hydrogène peut être isolé :
H2S + HF + SbF5 → [H3S]SbF6.

### Auto-ionisation
L'acide limitant dans un solvant donné est l'ion solvonium, tel que l'ion H3O+ (hydronium) dans l'eau. Un acide qui a plus tendance à donner un ion hydrogène que l'acide limitant sera un acide fort dans le solvant considéré, et existera majoritairement ou entièrement sous sa forme dissociée. De même, la base limitante dans un solvant donné est l'ion solvate, tel que l'ion HO− (hydroxyde), dans l'eau. Une base qui a plus d'affinité pour les protons que la base limitante ne peut pas exister en solution, car elle réagira avec le solvant.
Par exemple, l'acide limitant dans l'ammoniac liquide est l'ion ammonium, qui a une valeur  de pKa dans l'eau de 9,25. La base limitante est l'ion amide, NH2−.
NH2− est une base plus forte que l'ion hydroxyde et ne peut donc pas exister en solution aqueuse. La valeur du pKa de l'ammoniac est estimée à environ 34 (cf. eau, 14,).

## Solvants non aqueux inorganiques aprotiques
Les principaux membres comprennent le dioxyde de soufre, le fluorure de chlorosulfonyle, le tétraoxyde de diazote, le trichlorure d'antimoine et le trifluorure de brome. Ces solvants se sont révélés utiles pour l'étude de composés ou d'ions hautement électrophiles ou hautement oxydants. Plusieurs (SO2, SO2ClF, N2O4) sont des gaz proches de la température ambiante, ils sont donc manipulés à l'aide de techniques de conduite sous vide.
La synthèse de [IS7]+ et [BrS7]+ est illustrative. Ces sels hautement électrophiles sont préparés en solution de SO2. La préparation des sels de [SBr3]+ fait également appel à un solvant mixte composé de SO2 et de SO2FCl. Le fluorure de chlorosulfonyle est souvent utilisé pour la synthèse de composés de gaz rares.

### Auto-ionisation
De nombreux solvants inorganiques participent aux réactions d'auto-ionisation. Dans la définition du système solvant des acides et des bases, l'auto-ionisation des solvants donne l'équivalent des acides et des bases. Auto-ionisations pertinentes :
2 BrF3 ⇌ BrF2+ + BrF4−
N2O4 ⇌ NO+ (nitrosonium) + NO3− (nitrate)
2 SbCl3 ⇌ SbCl2+ + SbCl4−
2 POCl3 ⇌ POCl2+ + POCl4−.
Selon la définition du système de solvant, les acides sont des composés qui augmentent la concentration des ions solvonium (positifs) et les bases sont les composés qui entraînent l'augmentation des ions solvate (négatifs), où le solvonium et le solvate sont les ions trouvés dans le solvant pur en équilibre avec ses molécules neutres :
Le solvant SO2 est relativement simple, il ne s'auto-ionise pas.